# Thomas Schmidt
Thomas Schmidt, född den 18 februari 1976 i Bad Kreuznach, Tyskland, är en tysk kanotist.
Han tog OS-guld i K-1 slalom i samband med de olympiska kanottävlingarna 2000 i Sydney.